# Compagnie valdôtaine des eaux
Pour les articles homonymes, voir CVE.
La Compagnie valdôtaine des eaux S.A. (CVE) est une entreprise italienne, ayant son siège à Châtillon, en Vallée d'Aoste, gérant le patrimoine hydrique valdôtain pour la production d'électricité.
Elle fait partie à 100 % de Finaosta, l'agence financière régionale.

## Historique
La CVE a été formée en 1995 afin de gérer les trois centrales hydroélectriques de Champagne 2 à Villeneuve, de Verrès et de Lillaz, rachetées par le groupe Finaosta S.A. d'Ilva SpA (qui avait remplacé à la gestion le groupe Cogne S.A.. En 1997, la centrale hydroélectrique de Grand Praz (à Issime) a été ajoutée au groupe.
En 2000 la région autonome Vallée d'Aoste a racheté d'Enel les 26 structures de productions d'énergie hydroélectrique présentes sur le territoire valdôtain pour une somme de 780 millions d'euros, pour un total de 781 MW, en les réunissant dans la société Valgen, et en la cédant ensuite à Deval S.A. en 2001, société de propriété de la région Vallée d'Aoste.
Deval a racheté en 2002 la CVE, le nouveau sujet maintenant la même dénomination.
En 2011, le groupe CVE a racheté à Enel la société Deval, qui exploite le réseau de distribution.

## Données
- Raison sociale : Compagnie valdôtaine des eaux S.A.
- Siège légal : 31, rue de la gare - 11024 Châtillon (AO)
- Code fiscal et code TVA : 01013130073
- Capital social : 395 millions d'euros.

## Liste des centrales CVE
| Dénomination                  | Puissance (MW) | Adresse                                | Commune               |
| ----------------------------- | -------------- | -------------------------------------- | --------------------- |
| Centrale d'Aymavilles         | 00             |                                        | Aymavilles            |
| Centrale de Covalou           | 39             | Localité Covalou                       | Antey-Saint-André     |
| Centrale de Signayes          | 42             | Localité Signayes                      | Aoste                 |
| Centrale d'Avise              | 70             |                                        | Avise                 |
| Centrale d'Isollaz            | 32             | Localité Isollaz                       | Challand-Saint-Victor |
| Centrale de Châtillon         | 29             | Localité Saint-Clair                   | Châtillon             |
| Centrale de Zuino             | 23,2           | Localité Zuino                         | Gaby                  |
| Centrale de Gressoney         | 11             | Localité Obre Edelboden                | Gressoney-La-Trinité  |
| Centrale de Sendren           | 9,5            | Localité Sendren                       | Gressoney-Saint-Jean  |
| Centrale de Hône 1            | 18,5           |                                        | Hône                  |
| Centrale de Hône 2            | 11             |                                        | Hône                  |
| Centrale d'Issime             | 2,85           | Localité Grand Praz (Gran Proa)        | Issime                |
| Centrale de Montjovet         | 50             | Localité Bourg                         | Montjovet             |
| Centrale de Nus               | 6,8            |                                        | Nus                   |
| Centrale de Pont-Saint-Martin | 45             |                                        | Pont-Saint-Martin     |
| Centrale de Quart             | 40             |                                        | Nus                   |
| Centrale de Quincinetto       | 22             | Localité Nauley - Localité Balmablenco | Quincinetto (TO)      |
| Centrale de Valpelline        | 130            | Localité Ansermin                      | Valpelline            |
| Centrale des Perrères         | 18             | Localité Les Perrères                  | Valtournenche         |
| Centrale de Champagne 1       | 11             | Localité Champagne                     | Villeneuve            |
| Centrale de Champagne 2       | 27             | Localité Champagne                     | Villeneuve            |
| Centrale de Chavonne          | 29             | Localité Chavonne                      | Villeneuve            |